# Odynerus socotrae
Odynerus socotrae är en stekelart som beskrevs av Kohl. Odynerus socotrae ingår i släktet lergetingar, och familjen Eumenidae. Inga underarter finns listade i Catalogue of Life.